# Taron e la pentola magica
Taron e la pentola magica (The Black Cauldron) è un film d'animazione del 1985 diretto da Ted Berman e Richard Rich (già registi di Red e Toby nemiciamici), prodotto da Walt Disney Productions e distribuito nei cinema statunitensi il 24 luglio 1985 da Walt Disney Pictures e da Buena Vista. È considerato il 25º Classico Disney secondo il canone ufficiale.
Il film è basato sui primi due libri della serie Le cronache di Prydain di Lloyd Alexander.
Il film ha la voce narrante dell'attore e regista John Huston.

## Trama
Nella leggendaria terra di Prydain, viveva un re così crudele che era temuto perfino dagli dei. Poiché nessuna prigione riusciva a tenerlo rinchiuso, venne buttato vivo da costoro in un crogiolo pieno di ferro fuso, ma la sua anima malefica sopravvisse e prese la forma di una grossa pentola magica. Per molti secoli molti malvagi andarono alla sua ricerca, perché chiunque l'avesse trovata avrebbe ottenuto il potere di evocare un esercito di non morti e dominare il mondo.
Più di duemila anni dopo il giovane Taron, aiutante dell'anziano guardiano di maiali Dallben, sogna di diventare un grande guerriero ed eroe, ma deve mettere da parte i suoi sogni poiché ha in affido la maialina Ewy. Essa è infatti un oracolo: ha il potere di mostrare delle visioni di avvenimenti negli specchi d'acqua. Un giorno Dallben incarica Taron di nasconderla in un luogo sicuro dopo aver scoperto che Re Cornelius, un malefico stregone Lich, è alla ricerca della Pentola Magica. Il saggio tutore Dallben è allarmato: è sicuro che se Re Cornelius trovasse Ewy la userebbe per appropriarsi dell'oggetto magico.
Appena messosi in cammino, purtroppo, Taron smarrisce Ewy dopo essersi distratto con una delle sue solite fantasie di eroismo. Mentre cerca di richiamare a sé la maialina con una mela, si imbatte in Gurghi, una vivace e affamata creatura pelosa, che gliela ruba. Taron, dopo essersela ripresa, gli domanda con tono irritato se abbia visto Ewy passare di lì, e Gurghi, pur di riottenere il frutto, glielo indica. Il ragazzo scopre così Ewy intenta a scappare dalle grinfie di due Gwythaints (mostri simili a draghi) e cerca di salvarla, ma alla fine la maialina viene prelevata e portata in volo fino al castello di Re Cornelius.
Taron riesce a infiltrarsi nel castello, irrompendo nella sala del banchetto proprio mentre Ewy sta venendo costretta da Rospus, consigliere di Re Cornelius, a mostrare le proprie visioni. Sotto la minaccia del demonico Re, il ragazzo non può fare altro che farla ubbidire, ma in un momento di concitazione provocato dallo stesso Re Cornelius riesce a tagliare la corda e fa fuggire Ewy, pagando tuttavia tale atto con la propria prigionia. Nelle segrete, Taron viene raggiunto da Ailin, una giovane principessa a sua volta imprigionata da Re Cornelius, il quale aveva tentato di trovare la pentola con una sfera di cristallo in possesso della ragazza. I due tentano dunque di fuggire, liberando dalla prigionia anche un goffo menestrello di nome Sospirello, ma non solo: Taron trova perfino una spada magica che permette loro di sconfiggere gli sgherri di Re Cornelius e di portarsi in salvo.
Il terzetto decide di unire le proprie forze per ritrovare Ewy e ben presto ad esso si unisce anche Gurghi, che li aiuta a seguire le tracce lasciate dalla maialina. La pista si interrompe ad un laghetto, in cui si innesca un vortice che risucchia il gruppo sotto la superficie. Con loro grande meraviglia, i quattro scoprono di essere finiti in una comunità di folletti. Il loro re, Fingal, fa ricongiungere Taron a Ewy, che avevano trovato e tenuto al sicuro, e rivela al gruppo di amici che la Pentola Magica è custodita a Morva, una tetra e inospitale zona paludosa. Affida quindi a un folletto brontolone di nome Doli il compito di accompagnarli fin lì, mentre Ewy viene riportata a Dallben grazie alla magia dei folletti.
Quando i quattro arrivano a destinazione, incontrano le tre streghe Orchina, Orcona e Orvina: le tre rivelano che, per ottenere la pentola magica da loro, i protagonisti dovranno contrattare con loro per lo scambio di qualcosa di grande valore. Taron, seppure a malincuore, si convince a consegnare loro la spada magica. Le streghe mantengono la parola, ma si scopre essere un inganno per ottenere la spada di Taron: la Pentola Magica non si può fisicamente distruggere, bensì solo il suo potere può essere annullato, e l'unico modo è gettarvisi dentro di propria volontà, a prezzo però di rimanervi per sempre e dunque sacrificandosi di conseguenza.
Lasciate le streghe, Doli, furioso, si allontana dal gruppo rinfacciando la testardaggine di Taron, che va alla ricerca di un oggetto che potrebbe portargli solamente problemi. Subito dopo, l'esercito di Re Cornelius trova il quartetto e lo fa prigioniero a eccezione di Gurghi, che si era allontanato prima che arrivassero. Ormai entrato in possesso della pentola, il maligno Re attiva il suo oscuro potere, dando vita ad un esercito di guerrieri non-morti che subito attacca anche quelli viventi per aumentare le proprie file.
Gurghi, entrato furtivamente nel castello, riesce a liberare Taron, Ailin e Sospirello, e il ragazzo sceglie di sacrificarsi per fermare il potere malefico della pentola, benché la principessina Ailin lo implori disperata di non farlo. Gurghi, a sua volta, interviene all'ultimo momento per impedirglielo. Rattristato, sostiene che a differenza sua Taron ha molti amici e persone che lo amano, perciò sceglie di prendere il posto del giovane, gettandosi dentro la Pentola Magica e invertendo così il suo potere. Il calderone inizia a risucchiare la vita che aveva restituito ai morti e, dopo uno scontro diretto con Taron, anche Re Cornelius subisce la loro stessa sorte, andando incontro a un'orrenda agonia. Morto l'infido re, il suo castello inizia a crollare e Taron, Ailin e Sospirello, nonché Rospus in groppa ad uno dei draghi (in quanto l'altro viene sepolto dalle macerie), lo abbandonano in una fuga rocambolesca.
Riconosciuto il pericolo rappresentato dalla pentola, Taron decide di liberarsene restituendola alle streghe, chiedendo però in cambio che Gurghi venga riportato in vita. Consce che il gesto di buon cuore e l'altruismo di Taron, nonché soprattutto il sacrificio di Gurghi, hanno sconfitto il potere malefico della pentola, le streghe mantengono il patto. Resosi conto che l'amicizia abbia più valore di un oggetto portentoso, Taron dichiara anche il suo amore ad Ailin, che ricambia il sentimento. E così, i tre avventurieri e Gurghi tornano a casa sotto lo sguardo felice di Dallben che, in compagnia di Doli, aveva seguito tutta la vicenda grazie alle visioni generate da Ewy.

## Personaggi
- Taron (Taran): il protagonista della storia. È un ragazzo aiutante del guardiano di maiali Dallben, che sogna di diventare un famoso guerriero. Coraggioso, ma anche presuntuoso, capirà qual è il suo posto nel mondo; alla fine si innamora di Ailin.
- Ailin (Eilonwy): una giovane principessa, catturata da Cornelius per permettergli di utilizzare la sfera di cristallo di Ailin. Nonostante un iniziale attrito con Taron, alla fine si innamorerà di lui.
- Sospirello (Fflewddur Fflam): un anziano menestrello girovago. Il suo contributo si rivelerà fondamentale durante la trattativa con le streghe, consentendo a Gurghi di ritornare in vita. Ha un'arpa con sé, che tuttavia perde una corda ogni volta che egli loda il suo scarso lavoro di menestrello. Sospirello è rappresentato come un personaggio buffo e comico, capace di strappare qualche risata al pubblico in più occasioni.
- Gurghi: una piccola creatura pelosa simile ad un procione che parla di sé in terza persona. Inizialmente Taron non lo vede di buon occhio a causa della sua eccessiva paura di affrontare i pericoli.
- Dallben: guardiano di maiali e capo di Taron. Riveste un ruolo secondario nel film, a differenza di quanto narrato nei romanzi. È molto affezionato sia a Taron che a Ewy.
- Ewy (Hen-Wen): maialina, molto importante per Taron e Dallben. Si rivela essere un oracolo, per questo motivo viene catturata da Re Cornelius affinché possa rivelargli il luogo in cui è nascosta la pentola magica.
- Re Cornelius (The Horned King): principale antagonista del film, è un Lich che vuole a tutti i costi ottenere la pentola magica per riportare in vita (e rendere immortale) il suo esercito di morti e dominare il mondo.
- Folletti: piccole creature alate la cui comunità vive in fondo a un lago in cui si può entrare passando attraverso un vortice. Il loro re si chiama Fingal (Eidilleg), mentre il consigliere Doli.
- Orchina, Orcona e Orvina (Orddu, Orwen e Orgoch): tre streghe che vivono a Morva, proprietarie della pentola magica da più di duemila anni, da quando gli dei gliela affidarono subito dopo aver bollito vivo il re. La scambieranno inizialmente con la spada magica di Taron, salvo poi riprendersela nel finale, in cambio della sopravvivenza di Gurghi, grazie a Sospirello.
- Rospus (Creeper): è lo sfortunato e inetto mostriciattolo aiutante di Re Cornelius. Viene spesso minacciato di morte dal suo padrone, ma alla fine si salverà fuggendo a bordo di un Gwythaints ed esultando per la morte del re.
- Gwythaints: mostri alati con la forma di giganteschi rettili, fedeli a Re Cornelius, che seguono e spiano Taron e i suoi compagni fino a Morva per suo ordine. Dopo la morte del re causata dalla pentola magica, li si vede fuggire dal castello del Linch insieme a Rospus.

## Produzione
La produzione del film è incominciata nel 1973, quando la Disney acquistò i diritti cinematografici dei cinque volumi di Lloyd Alexander Le cronache di Prydain. Taron è il primo film d'animazione in cui è stata utilizzata per alcune scene la computer grafica (CGI) come, per esempio, per animare le bolle, la barca con la quale scappano i protagonisti, la sfera galleggiante di luce che accompagna Ailin, e la pentola magica stessa. Per gli effetti di nebbia e di fumo, l'animatore Don Paul ha invece utilizzato riprese dal vivo con delle nebbie prodotte con ghiaccio secco.
Durante le proiezioni di test, il film fu contestato per il suo contenuto, giudicato troppo macabro per un pubblico infantile e diversi genitori allontanarono i propri figli dalla sala. Jeffrey Katzenberg decise quindi di eliminare ogni scena ad alto contenuto di violenza per rendere il film più adatto per un pubblico di bambini con meno di 10 anni ed evitare che ottenesse il rating R (vietato ai minori di 17 anni non accompagnati), dato che all'epoca, nella Motion Picture Association non esisteva ancora il rating PG-13. Così facendo vennero eliminati circa 12 minuti di pellicola e l'uscita venne posticipata di sei mesi, da Natale 1984 a metà del 1985.

## Colonna sonora
La colonna sonora è stata composta da Elmer Bernstein ed è stata pubblicata nel 1985. Eseguita dalla Utah Symphony Orchestra, a differenza della quasi totalità dei Classici Disney non è corredata da alcuna canzone.

## Distribuzione
Il film esordì nei cinema il 24 luglio 1985 negli Stati Uniti, mentre in Italia è uscito il 28 gennaio 1986.

### Edizione italiana
Taron e la pentola magica è stato il primo Classico della Disney a essere doppiato in collaborazione con il Gruppo Trenta (l'attuale Pumaisdue) sotto la direzione di Renato Izzo su dialoghi di Andrea De Leonardis.
Rispetto all'edizione italiana dei libri, molti nomi sono stati italianizzati, mentre nella versione in lingua inglese vengono usati i nomi originali (Taron in originale è chiamato Taran, Ailin è Eilonwy e Sospirello è Flewffdur Flam ecc.). Un caso particolare è stato il re Cornelius, chiamato in originale Horned King (letteralmente "Re cornuto"), tradotto nell'edizione italiana dei libri come "Re dalle lunghe corna" probabilmente a causa della connotazione negativa della parola "cornuto" nella lingua italiana. Inoltre, laddove in originale il film usa il nome del libro "The Black Cauldron", letteralmente "Il calderone nero", il titolo italiano diventa "Taron e la pentola magica" e lo stesso calderone nero viene tradotto appunto in pentola magica.

### Edizioni Home Video

#### VHS
Il film uscì in VHS della Disney Video nel 1998, e venne nuovamente commercializzato nel 2002.

#### DVD
Uscita nel 2002 assieme all'ultima edizione in VHS. Una seconda edizione DVD è uscita nel settembre 2010, in occasione del 25º anniversario del film, per l'occasione restaurato.

## Accoglienza

### Incassi
Taron e la pentola magica, uno dei primi lavori da animatore per Andreas Deja e Ron Clements, è stato il Classico Disney ad avere avuto minor successo di critica e pubblico.
Le motivazioni vanno ricercate sia nel periodo di pubblicazione, non molto facile per la casa di produzione, sia per il suo stile decisamente controcorrente sia per alcuni momenti del film, troppo marcatamente horror per essere un film d'animazione per bambini. Nonostante ciò, negli anni seguenti il film ha ottenuto fan di ultima generazione ed è stato fonte d'ispirazione per molti registi, tra cui lo stesso Tim Burton, che vi aveva lavorato come art director.
Nel film si ritrova uno stile d'animazione molto simile a quello di Don Bluth, animatore della Disney, il quale, durante la produzione di Red e Toby nemiciamici, lascerà lo studio e ne fonderà uno tutto suo, producendo altri film d'animazione di successo, come Fievel sbarca in America, Alla ricerca della Valle Incantata e Charlie - Anche i cani vanno in paradiso. Il film Alla ricerca della Valle Incantata, tra l'altro, superò per incasso il Classico Disney successivo a Taron, cioè Basil l'investigatopo.

### Critica
Nonostante lo scarso successo iniziale, il film ha acquistato a poco a poco nuovo prestigio, in particolare dopo la commercializzazione in formato VHS, fino a divenire ad oggi un vero e proprio cult del suo genere, molto amato in particolare per gli effetti visivi e per l'ambientazione della storia. Su sito di recensioni Rotten Tomatoes il film ha un indice di gradimento del 55% seguito da recensioni contrastanti; il sito cita «Ambizioso ma imperfetto, The Black Cauldron è tecnicamente brillante come al solito, ma manca dei personaggi avvincenti di altri classici animati Disney».

## Remake live-action
Nel 2016, la Walt Disney Pictures ha riacquistato i diritti cinematografici de Le cronache di Prydain, da cui è tratto il film d'animazione, con l'intenzione di adattare la serie di libri in una serie di film live-action.